# 수면자 효과
수면자 효과(Sleeper effect, 슬리퍼 이펙트)는 설득과 관련된 심리적 현상이다. 이는 할인 신호가 수반되는 메시지 효과의 지연된 증가이다. 메시지에 부정적인 의미가 있거나 신뢰성이 부족하다는 할인 신호이다. 긍정적인 메시지가 즉각적인 긍정적 반응을 불러일으키고 시간이 지나면서 사라지는 반면, 수면자 효과는 시간이 지나도 유지되는 지연된 긍정적 반응을 말한다. 이 효과는 군대 선전에 노출된 미국 육군 병사들 사이에서 처음으로 나타났다. 시간이 지나면서 군인들은 그 메시지가 선전이라는 사실을 잊어버렸다는 가설이 제기되었다. 이 효과는 널리 연구되었지만 재현하기가 매우 어려워서 그 존재 여부에 대한 의문이 제기되었다.

## 개요
사람들이 설득력 있는 메시지(매력적이거나 설득력 있는 TV 광고 등)에 정상적으로 노출되면 메시지 옹호에 대한 태도가 크게 증가한다.
그러나 시간이 지나면서 그들의 새로 형성된 태도는 마치 메시지를 접한 적이 없는 것처럼 메시지를 받기 전에 가졌던 의견으로 다시 돌아가는 것처럼 보인다. 이러한 태도의 정상적인 쇠퇴 패턴은 설득 연구에서 가장 자주 관찰되는 종단적 패턴으로 문서화되었다(Eagly & Chaiken, 1993).
대조적으로, 일부 메시지에는 수신자에게 메시지의 타당성에 대한 의심을 불러일으키고 메시지 노출로 인해 발생할 수 있는 태도 변화를 억제하는 할인 단서(예: 메시지 면책 조항, 신뢰성이 낮은 출처)가 수반되는 경우가 많다. 홀로. 더욱이 사람들이 설득력 있는 메시지에 노출된 후 할인 단서에 노출되면 시간이 지남에 따라 사람들은 더 설득되는 경향이 있다. 이것을 수면자 효과라고 한다(Hovland & Weiss, 1951; Cook & Flay, 1978).
예를 들어, 중요한 선거 기간 동안의 정치 캠페인에서 결정을 내리지 못한 유권자들은 종종 정당이나 공직 후보자에 대한 부정적인 광고를 보게 된다. 광고가 끝나면 반대 후보가 광고 비용을 지불했다는 사실도 알 수 있다. 이는 아마도 유권자들로 하여금 광고의 진실성에 의문을 제기하게 하여 결과적으로 처음에는 설득되지 않을 수도 있다. 그러나 광고의 출처에 대한 신뢰도가 부족하더라도 나중에 유권자들이 설득될 가능성이 더 높다(결국 광고에 불리한 후보에게 반대 투표를 하게 될 것이다).
태도 변화의 이러한 패턴은 주로 반직관적인 성격과 태도 과정을 이해하는 데 도움이 될 가능성 때문에 거의 반세기 동안 사회 심리학자들을 당황하게 했다(Eagly & Chaiken, 1993). 이는 설득 연구에서 매우 널리 연구된 현상이었다(Kumkale & Albarracín, 2004; Cook & Flay, 1978 참조). 오랜 역사에도 불구하고 수면자 효과는 그루더 등의 한 쌍의 연구(1978)를 제외하고 획득하거나 복제하기가 매우 어렵다.

## 같이 보기
- 역정보
- 프레이밍
- 오보
- 선전 (사회학)